# Malik (elefant)
Malik (Bioparc València, 14 de març de 2024) és un elefant africà nascut en Bioparc València. És el segon nascut a aquest parc i al País Valencià, després de Makena, nascuda el 2022.
Malik va nàixer després de 651 dies de gestació, a les 2:14 hores de 14 de març de 2024. La seua mare és Maja, una de les sis elefantes en capacitat de criar de la manada. El part es va produir de forma natural i sense incidències.
Es va obrir una votació per a triar el nom de l'elefant, les tres opcions eren Malik, Meru i Makonnen. Amb més de 7.000 vots finalment va guanyar l'opció Malik, que significa rei en àrab.